# Rurka z kremem

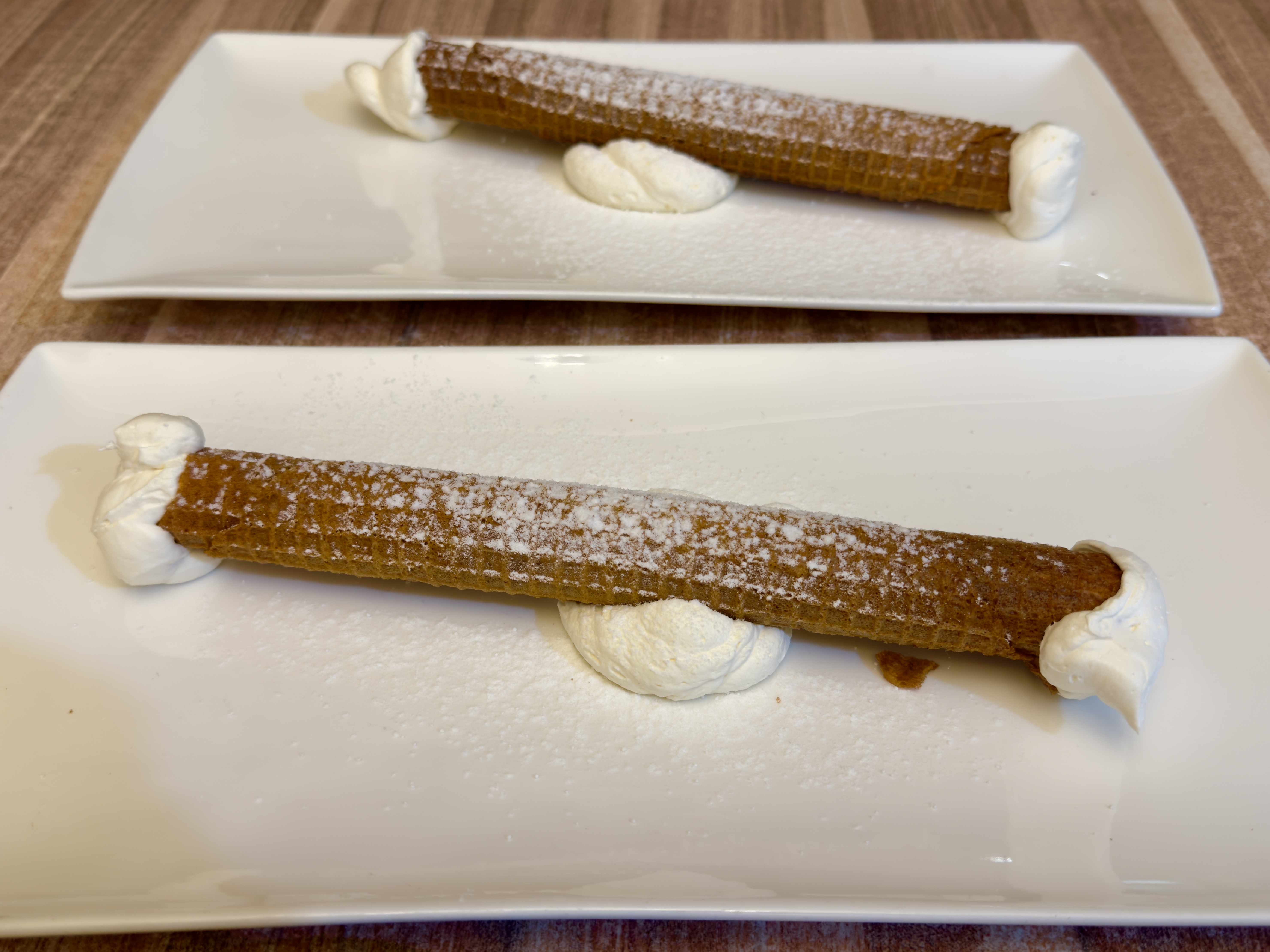
Rurki waflowe z kremem przygotowane w kawiarni

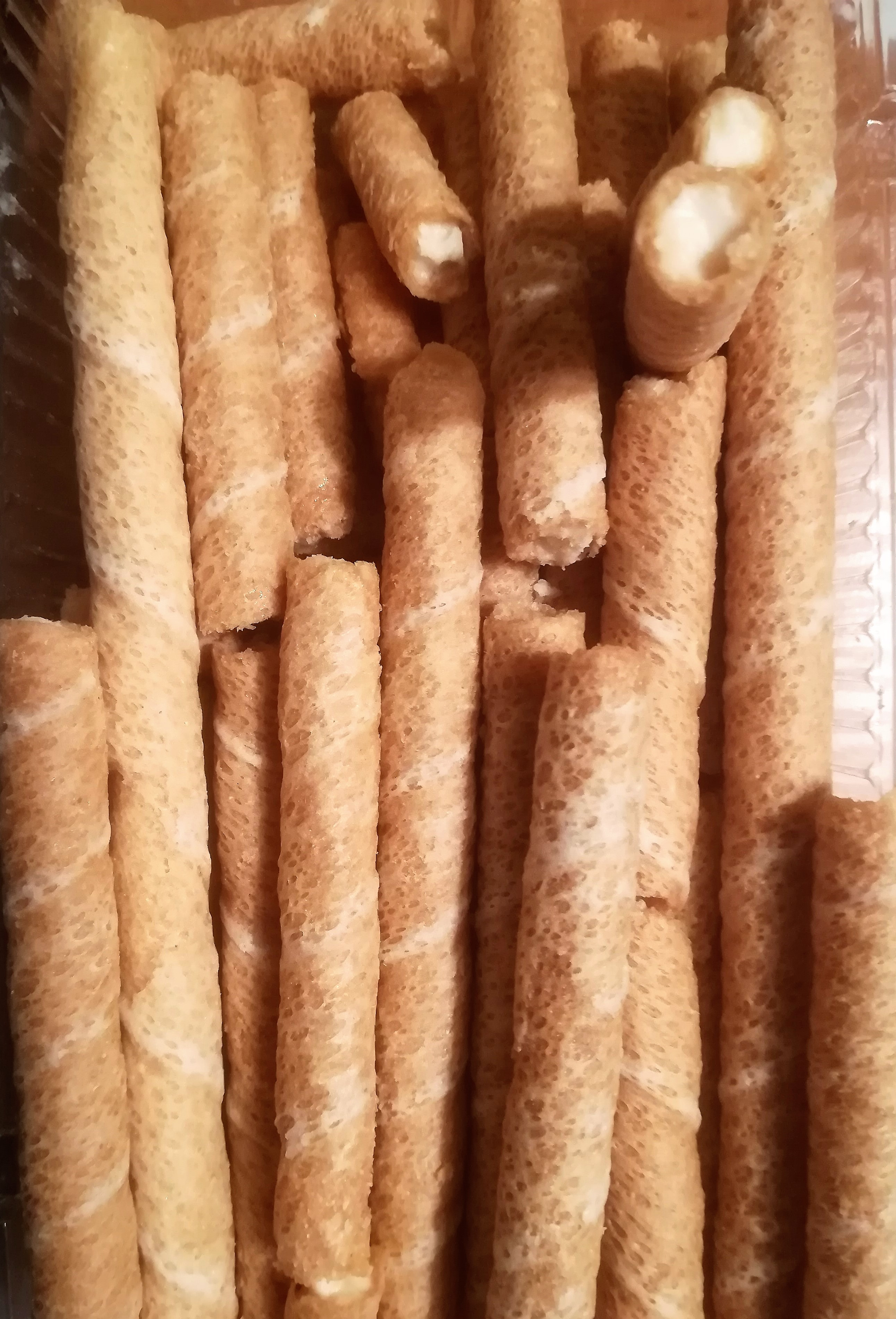
Rurki waflowe z kremem wytwarzane maszynowo

Rurka z kremem – w kuchni polskiej, rodzaj ciastka korpusowego. Korpusy o kształcie stożkowatej lub cylindrycznej rurki wykonuje się z ciasta francuskiego, ciasta parzonego (ptysiowego), kruchego(półkruchego), kruchodrożdżowego, zbijanego (żółtkowego) albo waflowego. Po upieczeniu wypełnia się je kremem dopasowanym do rodzaju ciasta: bezowym, russel bezowym (w tym np. kawowym), bitą śmietanką, budyniowym (z dodatkiem alkoholu, waniliowym, czekoladowym), mascarpone itp. W literaturze gastronomicznej (dawnej i współczesnej) rurki z ciasta francuskiego nazywane bywają tunelkami.

## Wykonanie
Rozwałkowane ciasto francuskie kroi się w paski, nawija się spiralnie na metalowe rurki (tulejki, tunelki) lub drewniane kołeczki i piecze w piekarniku. Podobnie postępuje się z ciastem zbijanym i kruchym (półkruchym) i kruchodrożdżowym. Przy czym rurki z ciasta zbijanego można też usmażyć w głębokim tłuszczu. Końce rurek z ciasta kruchego macza się w polewie czekoladowej. Rurki waflowe zazwyczaj mają kształt cylindryczny: tradycyjny ich wyrób polega na upieczeniu ciasta w waflownicy i, zanim wafel stwardnieje, nawinięciu go na drewniany wałeczek. Rurki z ciasta parzonego przygotowuje się wyciskając porcje ciasta na blachę posmarowaną tłuszczem i wypiekając w piekarniku. Upieczone ciasto ptysiowe kroi się na kawałki o długości ok. 8 cm (nadzienie wprowadza się w puste przestrzenie powstałe podczas wypieku).
Gotowe korpusy wypełnia się ręcznie za pomocą woreczka zakończonego  zdobnikiem. W cukierniach wykorzystuje się też elektryczne nadziewarki.

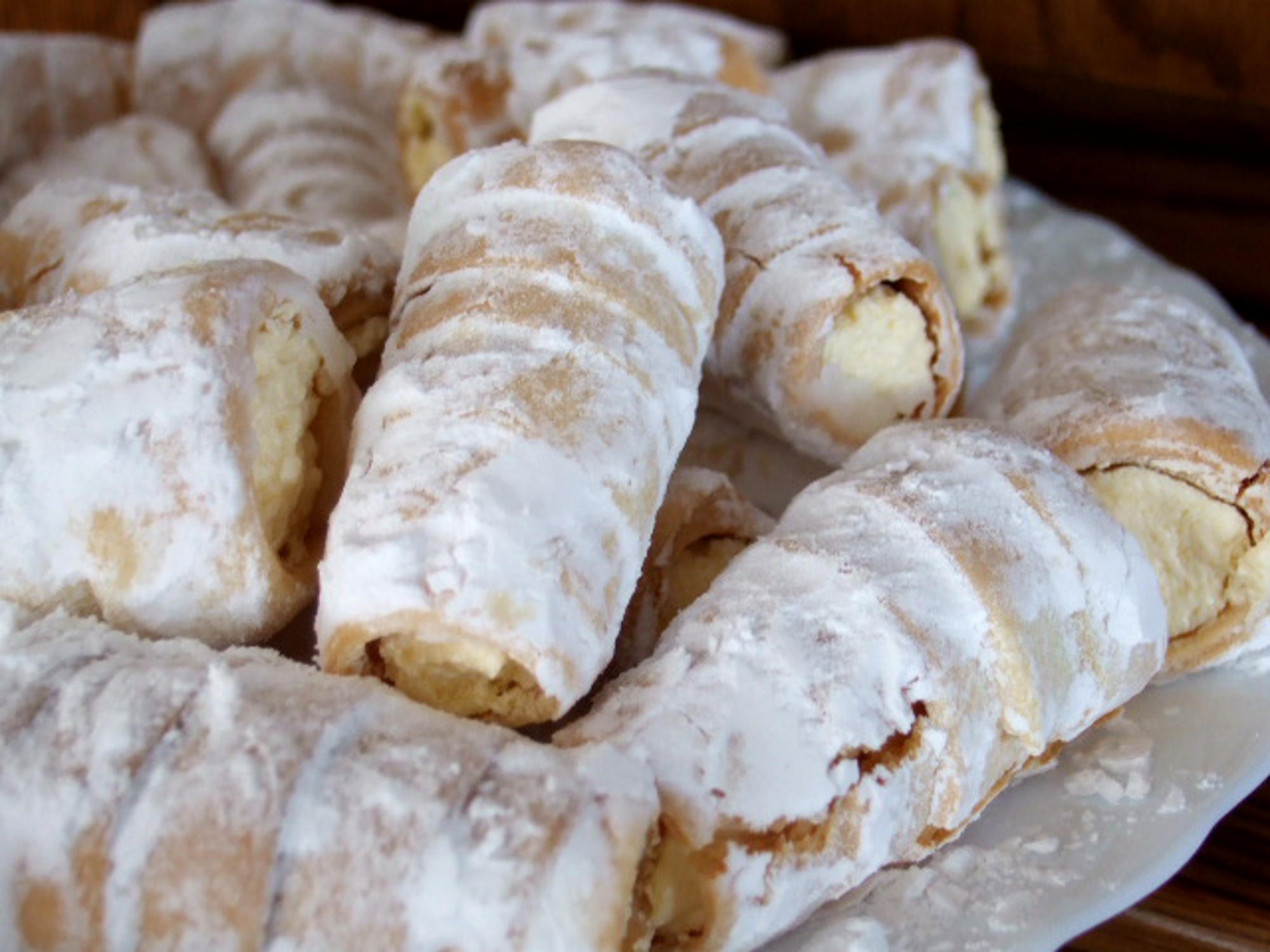
Rurki posypane cukrem pudrem
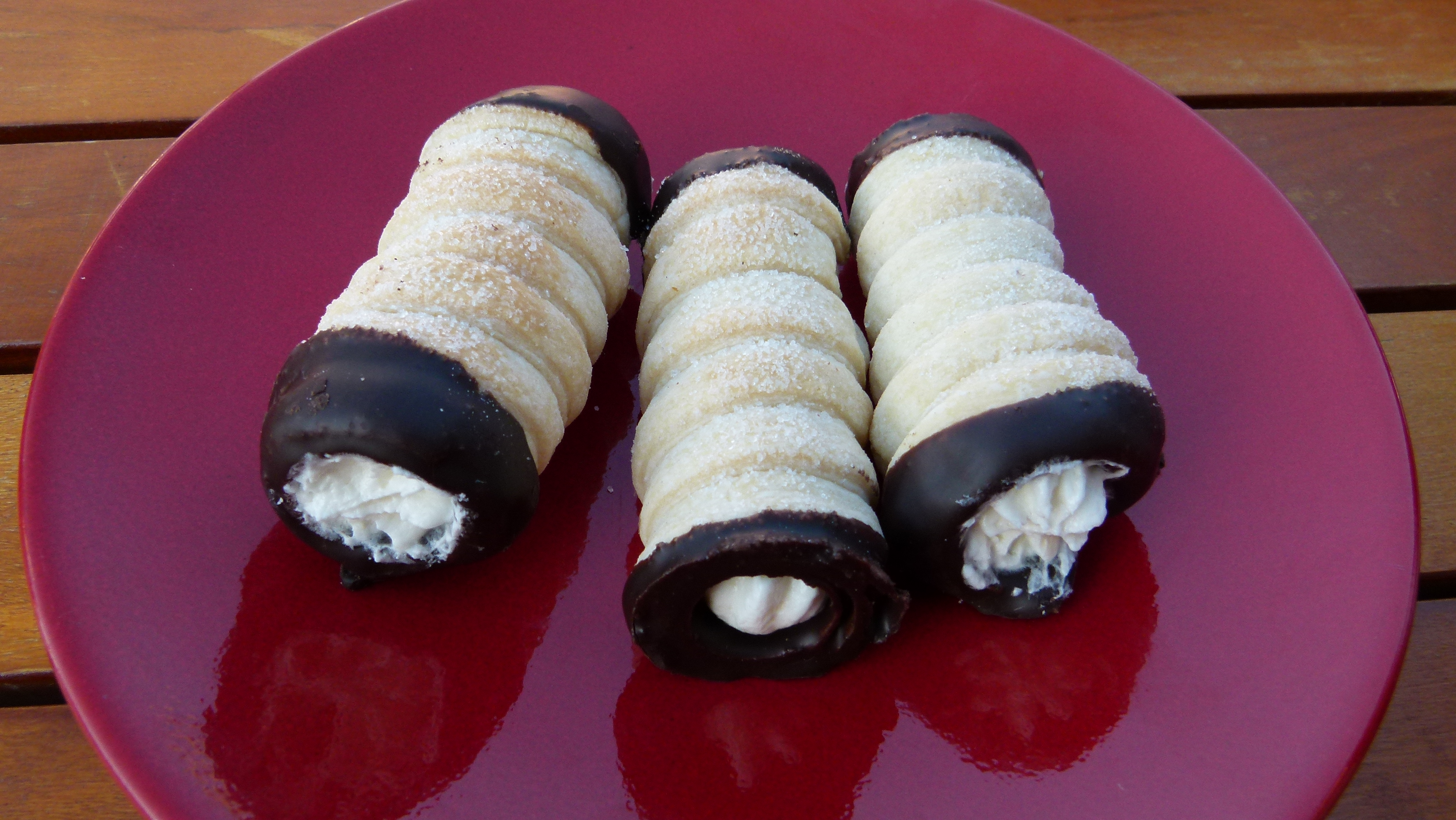
Rurki z końcówkami zanurzonymi w polewie czekoladowej
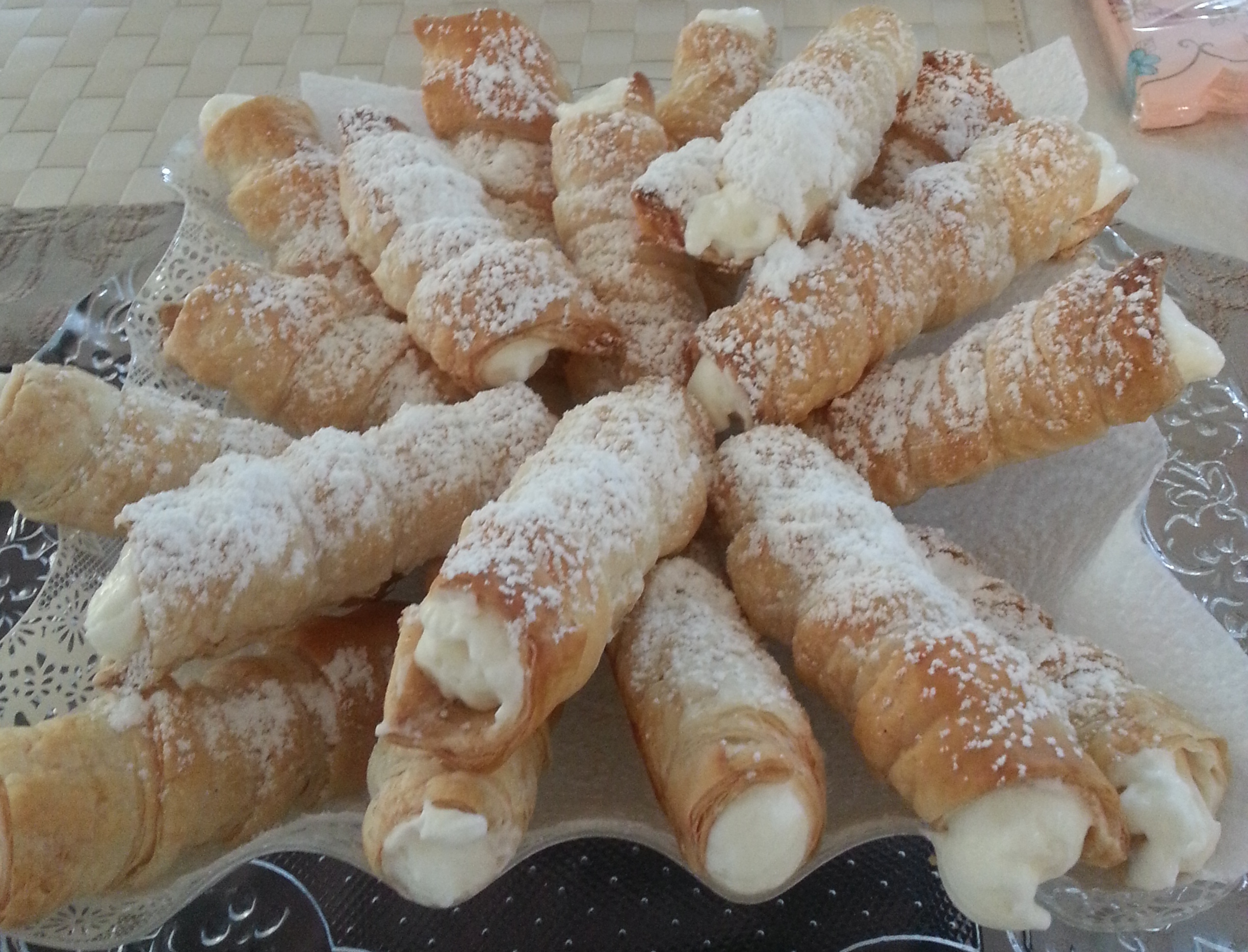
Rurki z kremem
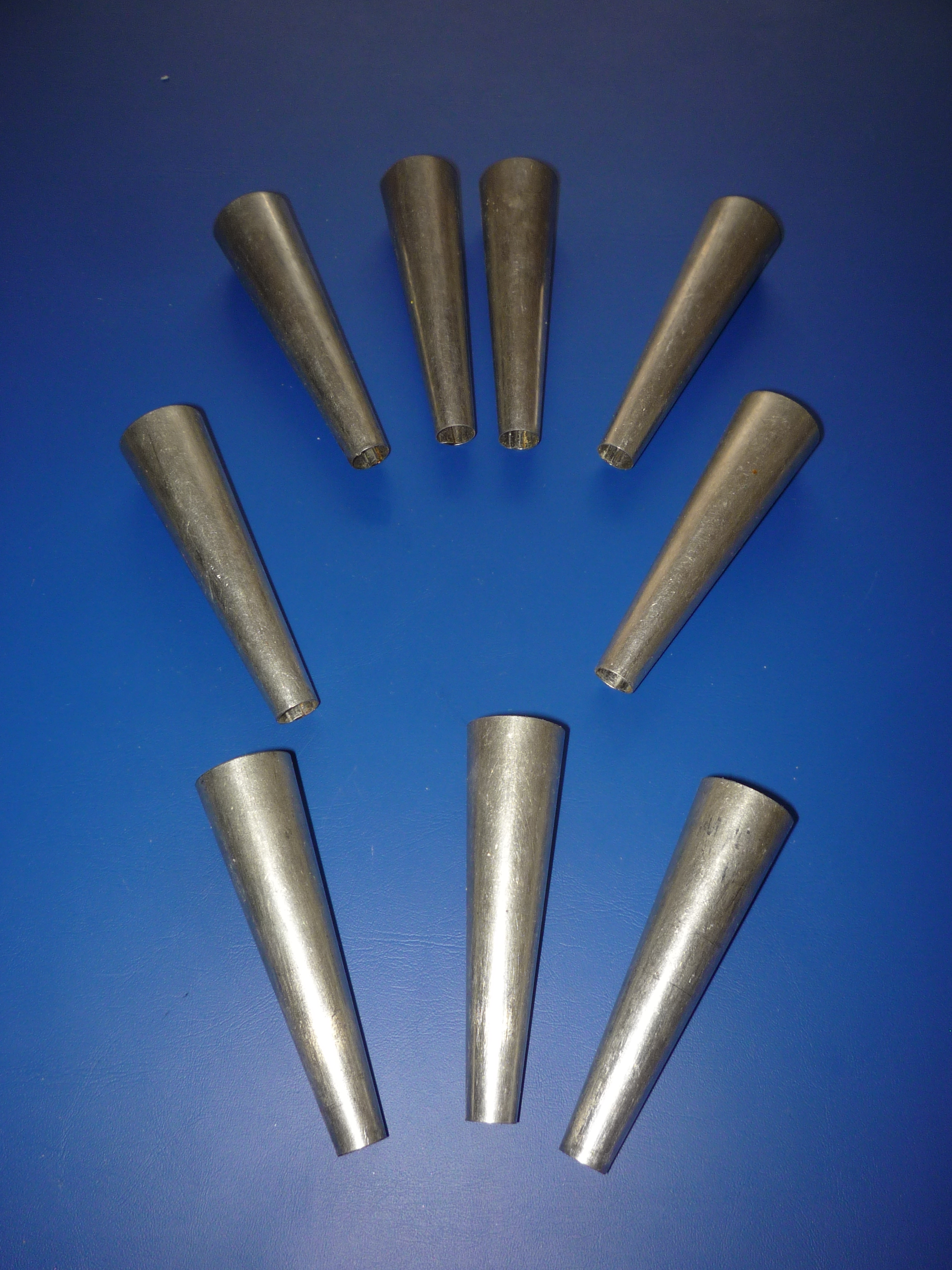
Metalowe, lejkowate tulejki przeznaczone do wypieku rurek
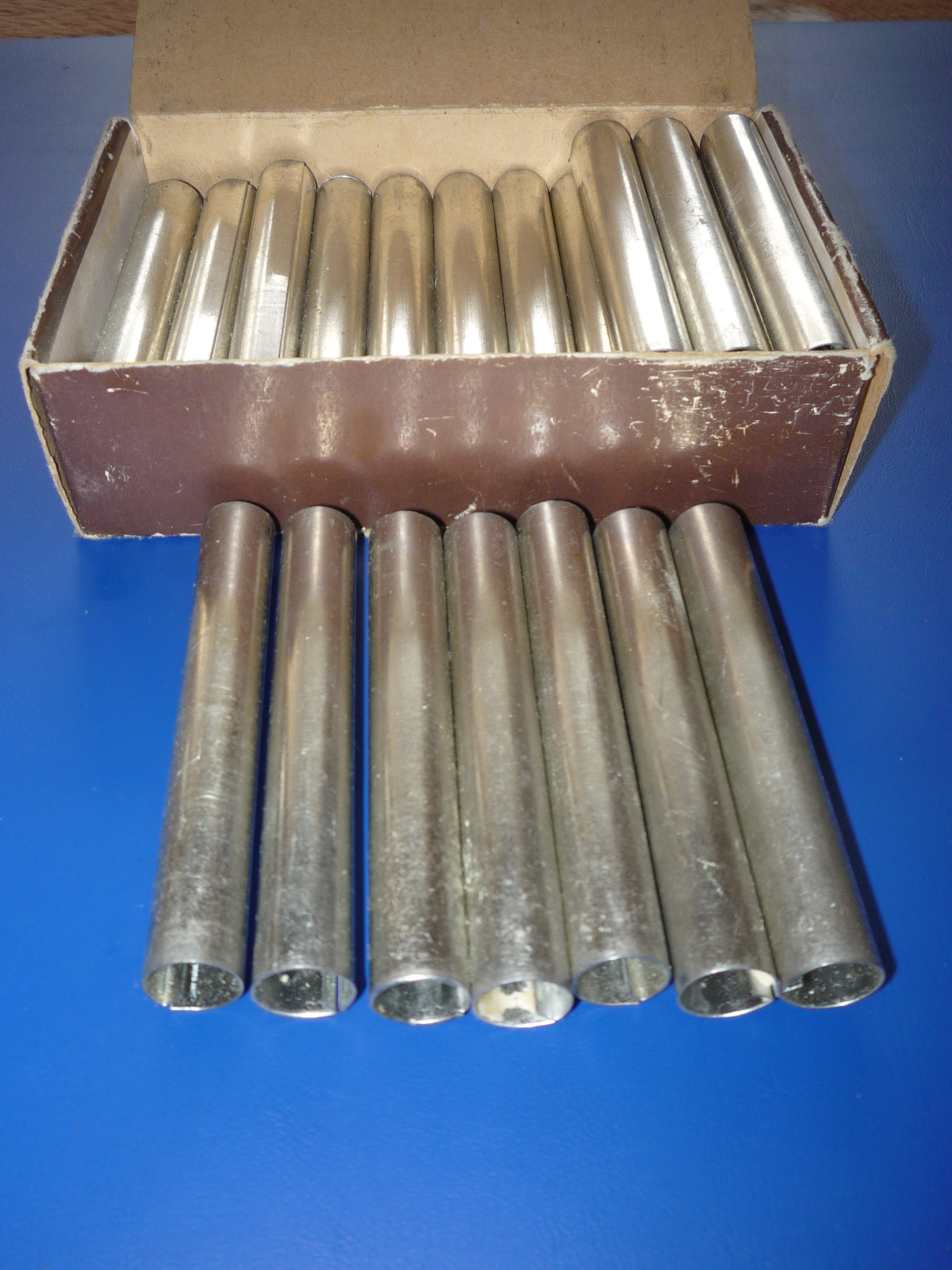
Metalowe, walcowate tulejki przeznaczone do wypieku rurek
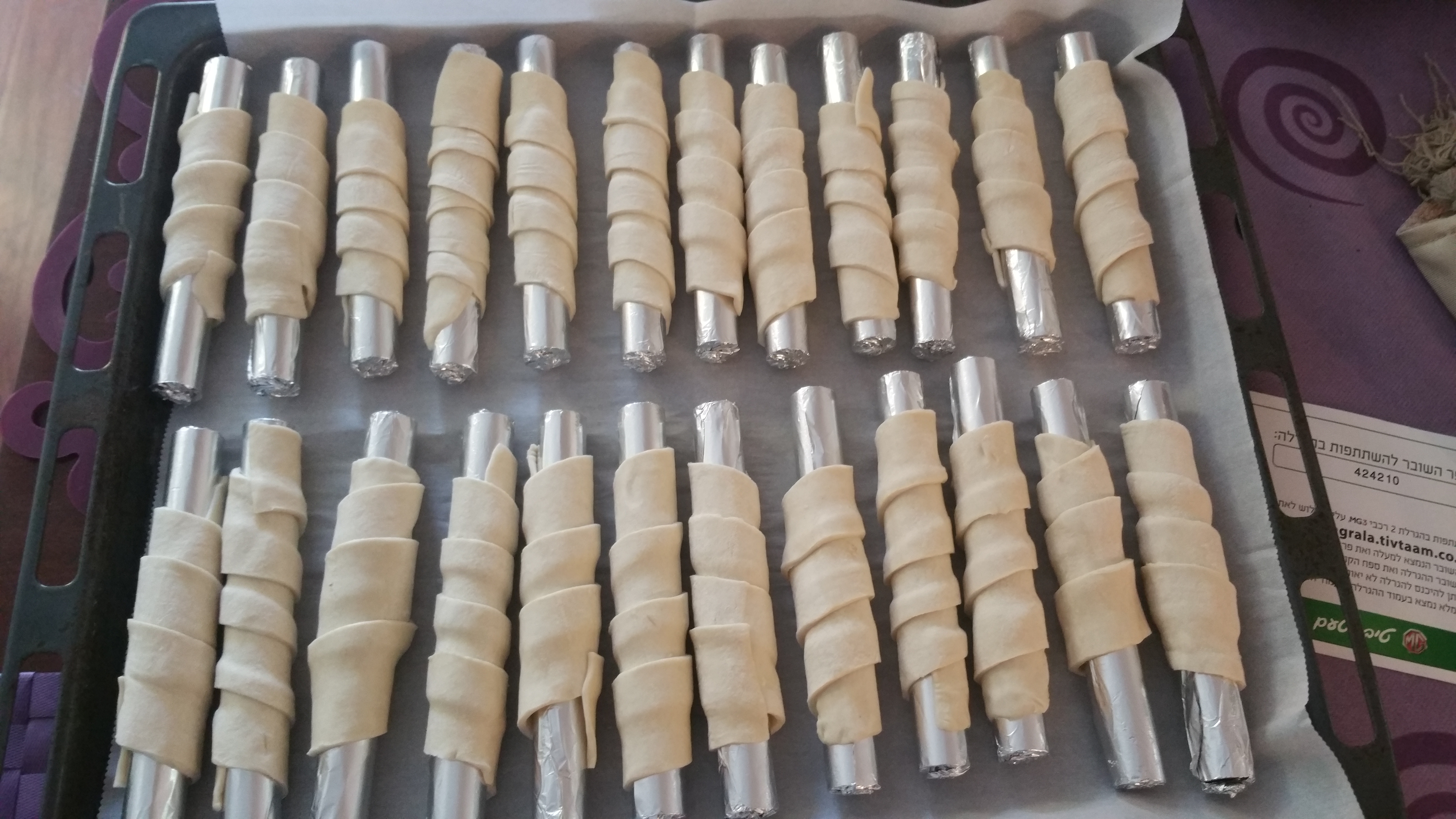
Domowy wyrób rurek (z ciasta filo) – zamiast metalowych rurek posłużono się tu drewnianymi kołkami owiniętymi folią aluminiową

## Historia
Protoplasta rurek waflowych z kremem pojawia się w dawnych polskich książkach kucharskich jako ulipki z pianą czyli z bitą śmietaną. Przepis można znaleźć w najstarszej zachowanej polskiej książce kucharskiej – w wydanym w drugiej połowie XVII wieku Compendium ferculorum, albo zebranie potraw, wedle którego z mąki pszennej, mleka i cukru wyrabiano ciasto „jako na opłatki”, które wypiekano na „żelazach” i nawijano na „okrągłe drewienka albo wałeczki”. Tak wykonane rurki podawano posypane cukrem albo obkładano nimi bitą śmietanę. W tym samym dziele, w przepisie na bitą śmietanę („pianę”) znajduje się propozycja podania ulipków w bardziej fantazyjny sposób: zawieszano je na krzewie rozmarynu umocowanym na bochenku żytniego chleba i udekorowanym bitą śmietaną i cukrem: 

 Możesz też na misę krzak rozmarynowy postawić, a na niego pianę lać, który tak postawisz. Chleba rżanego rozkrój bochen na dwoje płasko, z jednej części ośrzodkę wybierz, a masłem na to miejsce podlep i przyciśnij do misy, żeby to masło trzymało chleb mocno, a w ten chleb wsadź krzak rozmarynu, a będziesz lał pianę, a obsadziwszy ulipkami i pocukrowawszy, dasz na misę.

Mocno podpieczone rurki imitowały w ten sposób szyszki na drzewku (czy też choince), bita śmietana udawała śnieg a czarny chleb ziemię. Maria Kazimiera d’Arquien była miłośniczką ulipków z bitą śmietaną aromatyzowaną rozmarynem i na królewskim stole czasem stawiano taką „choinkę”.
W publikacji Kanon kuchni polskiej / Kuchnia polska: tradycja, teraźniejszość, wspólnota, powstałej z okazji setnej rocznicy odzyskania przez Polskę niepodległości, podano następującą interpretację tego deseru: ciasto powstałe z połączenia mleka, mąki, cukru pudru, cukru muscovado, utartego w moździerzu piernika gastronomicznego i szczypty soli należy usmażyć obustronnie na patelni (nie trzeba go potem suszyć w piecu). Bitą śmietanę zaś przygotowuje się ze śmietanki, miodu i posiekanych listków bazylii. W innej z współczesnych interpretacji, „ulipki z pianą” są to rurki z usmażonego na patelni ciasta naleśnikowego (mąka, mleko, woda i jaja), osuszone w piekarniku i nadziane bitą śmietaną.
Jan Szyttler w opublikowanej w 1835 roku Kucharce oszczędnej podał następujący przepis na „andruty” nadziewane bitą śmietaną („pianką ze słodkiej śmietanki”):

 Wziąć mąki pszennej dwie kwaterki, mleka blisko kwaterkę, cukru utłuczonego kwaterkę, i dwa jaja lub kieliszek wina, to wszystko zmieszać, żeby massa rzadkawa była, należy formę andrutową rozpalić i pozyngować białym woskiem, włożyć łyżkę stołową przygotowanej massy i wstawić na węgle, lecz na to wzgląd mieć potrzeba, aby dostały kolor rumiany, potrzeba wkoło żelaza oberznąć ciasto, które się wyciśnie, i wyjąwszy z formy zwijać w trąbki, a będą kruche i twarde. Można też zwijać na kształt lejki, na wydaniu, potrzeba kłaść piankę do środka, ułożyć na półmisku i dawać do stołu.
 Pomienione andruty, mogą służyć i do herbaty, i mogą się konserwować przez dni kilkanaście, byleby były na suchem miejscu.

W wydanej w 1855 roku książce Kuchnia polska czyli dokładna i długą praktyką wypróbowana nauka sporządzania potraw mięsnych i postnych, autorstwa niejakiego Józefa Schmidta, podano podobny przepis („andruty angielskie z winem”): 

 Weź pół kwarty mąki, dwanaście łutów cukru, trzy żółtka, trochę wina, i rozrób z tego ciasto, mieszając dobrze jak na gęste naleśniki; poczem piecz w żelazach, smarując czasem woskiem, aby ciasto nie chwytało, i wyjmując z żelaza zwijaj zaraz na wałeczku w trąbkę, a masz gotowe; możesz je dawać z bitą pianą albo z bitą śmietanką za leguminę.

Innym przykładem rurek z tamtych czasów są drożdżowe „andruty” nadziewane bitą śmietaną utrwalaną karukiem (stosowanym też w książce Schmidta), na które to przepis można znaleźć w Poradniku kucharskim złożonym z 485 przepisów wydanym w 1847 roku nakładem S. Strąbskiego:

Pół funta topionego masła, pół funta mąki, 8 żółtek, kwartę śmietanki, łyżkę drożdży i cokolwiek soli, z tego zrób płynną massę, tę pełną łyżką léj na patelnię i na węglach piecz żywo.

Do kwarty śmietanki, wléj kawałek rozgotowanego karuku, dodaj trochę cukru, wanilii, ubij to wszystko dobrze, wyłóż na sito, a gdy osiąknie, tém nakładaj andruty.

W wydanym pod koniec XIX wieku Praktycznym kucharzu warszawskim znalazły się przepisy na rurki z kremem z bitej śmietanki, pieczone z ciasta francuskiego lub kruchego nawijanego na rurki zwinięte z „grubego papieru smarowanego masłem”. Znajdują się tam też przepisy na rurki z andrutów („maślanych” i migdałowych) lecz bez nadzienia.
Tacy publicyści kulinarni jak Maria Ochorowicz-Monatowa i Marta Norkowska publikowali na początku XX wieku przepisy na rurki z ciasta francuskiego (nazywane też tunelkami). Monatowa instruuje by wykonać w tym celu rurki z białej tektury, Norkowska wspomina zaś o podłużnych foremkach. Obie autorki podawały też przepisy na zwinięte w „tubki” andruty (w tym andruty migdałowe) z  bitą śmietaną lub marmoladką owocową. Norkowska polecała zwijać wafle dookoła marchewki.
W książce Marii Disslowej Jak gotować (1930) można znaleźć m.in. przepis na „chrust z bitą śmietaną” czyli rurki z ciasta faworkowego, usmażone w głębokim tłuszczu i nadziane bitą śmietaną. Surowe ciasto należało nawinąć ukośnie na metalowe rurki, przytwierdzając je do nich sznurkiem uwiązanym do trzonka.
Rurki waflowe z bitą śmietaną zyskały dużą popularność w Polsce, szczególnie w latach 80.–90. XX wieku, gdy były sprzedawane w prostych budkach, mobilnych punktach, food truckach itp. w wakacyjnych miejscowościach, ale też w miejskich cukierniach rodzinnych. Na polskim rynku, w handlu detalicznym dostępne są też produkowane maszynowo „rurki waflowe” – zwijane (przed upieczeniem) lub wytwarzane bez procesu zwijania, puste lub wypełnione kremem.